# Elizabeth Blount (terraplanista)
Elizabeth Anne Mold de Sodington Blount, Lady de Sodington Blount nacida Elizabeth Anne Mold Williams finalmente Elizabeth Anne Mold Morgan (7 de mayo de 1850 - 2 de enero de 1935) fue una escritora de panfletos y activista social inglesa. Dirigió una sociedad que creía en una tierra plana. Ella realizó experimentos que buscaban probar esto.

## Biografía
Blount nació en Lambeth en 1850. Sus padres eran Elizabeth Ann y James Zacharias Williams, quien era un entusiasta partidario de los clubes de Londres. Fue instruida en casa. Desarrolló amplios intereses en el arte, la ciencia, la responsabilidad social y la sociedad e intelectualidad de Londres. Se casó con Sir Walter de Sodington Blount y formaron una familia en la sede familiar de Mawley Hall. Pasaría tiempo allí y en su casa de Londres, donde era miembro de la Royal Society of Literature y la Society of Antiquaries. 
Después de la muerte de Samuel Rowbotham en 1884, Blount se convirtió en la presidenta de la Sociedad Zetética Universal, cuyo objetivo era "la propagación del conocimiento relacionado con la Cosmogonía Natural en la confirmación de las Sagradas Escrituras, basado en la investigación científica práctica". Se decía que el título y el dinero de Blount habían atraído a un arzobispo, varios coroneles y un general de división a la membresía. La sociedad publicó una revista, The Earth Not a Globe Review, y se mantuvo activa hasta principios del siglo XX. Una revista terraplanista, Earth: a Monthly Magazine of Sense and Science, fue publicada entre 1901 y 1904, editada por Blount.
En 1898 publicó una novela titulada Adrian Galilio, or a Song Writer's Story. La Flat Earth Society dice que se trata de "una aristócrata que escapa de su infeliz matrimonio y se reinventa como una defensora de la Tierra plana de fama mundial que recorre Europa dando elaboradas conferencias sobre cosmología, la creación, el amor verdadero y el infierno'". Blount y su esposo querían proporcionar evidencia de la superficie plana de la tierra y crearon experimentos de nivel en el canal de Old Bedford durante varias semanas. Cuando tenía 73 años, el 28 de agosto de 1923, se volvió a casar con un constructor y evangelista llamado Stephen Morgan, cuarenta años más joven que ella. Ella era miembro de la Society for the Protection of the Dark Races y le brindó su apoyo activo. Blount murió en Hayling Island.